# آنا من سافويا
آنا من سافويا أميرة سكيلاتشي وألتامورا وتارنتو (1 يونيو 1455 - فبراير 1480) كانت الزوجة الأول للملك فريدريكو الرابع توفيت قبل 16 عامًا من توليه العرش لذلك لم تنصب ملكة. كانت فردًا من آل سافويا عبر أمها يولاندا من فرنسا وكانت حفيدة الملك شارل السابع ملك فرنسا.